# Nordlig spottedrossel
Nordlig spottedrossel (latin: Mimus polyglottos) er en spurvefugl, der lever i USA og nordlige Mellemamerika.